# Funkgong
Als Funkgong bezeichnet man die Kombination aus einem Funk-Sender und einem Funk-Empfänger mit der Funktion einer Türklingel.

## Betrieb
Der Funk-Sender ist häufig in den Klingeltaster integriert oder wird mit einem Kabel mit dem Klingeltaster verbunden. Er sendet ein Signal an den Empfänger, sobald der Klingeltaster betätigt wird. Üblicherweise wird der Klingeltaster vor der Eingangstür befestigt. Der Funk-Empfänger wird im Haus befestigt oder, sofern er als mobiles Gerät ausgelegt ist, in die entsprechenden Räume oder sogar in den Garten mitgenommen.
Funkgongs arbeiten in Europa gewöhnlich im 433/434-MHz oder neuere Modelle im 868-MHz-Band. Der Vorteil des 868-MHz-Bandes besteht darin, dass es noch nicht so „ausgelastet“ ist wie das 433/434-MHz-Band und in einigen Bandbereichen nur einen Betrieb im Modus Duty Cycle < 1 % zulässt. Dies bedeutet, dass die Geräte, welche diese Frequenzbereiche nutzen, nur kurz auf Sendung gehen dürfen. Und das hat den Vorteil, dass damit die Anzahl der Sender, die gleichzeitig senden (Störquellen), ganz erheblich kleiner ist, und damit die Zuverlässigkeit der gewünschten Signalisierung entsprechend größer ist. Sehr hochwertige Funk-Sender verfügen über Zusatzfunktionen wie Alarmton-Auslösung und ähnliches.

## Funktion
Sobald der Funk-Empfänger das Signal des Funk-Senders empfangen hat, gibt er ein akustisches Signal aus. Die Lautstärke liegt bei 82–86 dB(A). Geräte mit unter 78 dB(A) werden schon im Nachbarzimmer kaum noch wahrgenommen.
Einige Funk-Empfänger verfügen auch über eine zusätzliche optische Signalisierung. Diese erfolgt entweder über sehr helle LEDs oder über Xenon-Blitzröhren. Insbesondere bei Personen mit Hörproblemen sind Geräte mit Xenon-Blitzröhren vorzuziehen, da sie aufgrund der hohen Lichtintensität auch wahrgenommen werden, wenn man nicht direkt in Richtung des Funk-Empfängers schaut. Die Wände reflektieren einen Teil des Blitzlichts, der entsprechend wahrgenommen wird.

## Funk-Reichweite
Bei der Reichweite der Funkgongs muss man unterscheiden zwischen der Funk-Reichweite (im Wesentlichen) des Senders und der Hör-Reichweite des Tones. Mit "Reichweite" ist üblicherweise die Funk-Reichweite gemeint.
Jede Mauer bedeutet eine erhebliche Verringerung der Funk-Reichweite. Wenn die Wand aus Stahl-Beton ist, ist die Dämpfung, wegen der Stahl-Armierung, stärker als bei Ziegel-Mauern. Bei mehreren Mauern multipliziert sich diese Dämpfung, so dass, wenn beispielsweise eine Mauer das Funk-Signal um 75 % dämpft, von einer Freifeld-Reichweite von 100 Metern bei 2 Mauern nur noch etwas über 6 Meter Funk-Reichweite übrigbleibt (100 m × 0,25 × 0,25). Eine Freifeld-Reichweite von 200 Metern ist schon überdurchschnittlich; Geräte mit sogenannten Power-Sendern erreichen sogar 250 bis 500 Meter.
Es gibt auch Funkgongs mit einer sogenannten Distanz-Multiplikator-Schaltung. Dies ermöglicht es, mehrere Sender-Empfänger-Kombinationen miteinander zu verketten, so dass auch größere Häuser oder Abstände überbrückt werden können.

## Programmierung
Bei einigen Geräten gibt es die Möglichkeit, einen Funk-Empfänger auf mehrere Sender reagieren zu lassen und über die Individualruf-Funktion den Sendern verschiedene Melodien zuzuordnen. Dann kann erkannt werden, ob jemand an der Vordertür oder an der Hintertür klingelt.
Es können auch mehrere Funk-Empfänger auf einen Sender reagieren oder mehrere Sender verschiedene Empfänger ansteuern.